# Hé, Te!
A Hé, Te! 1976-ban bemutatott magyar rajzfilm, amelyet Szoboszlay Péter írt és rendezett. Az animációs játékfilm producere Imre István, zeneszerzője Tomsits Rudolf. A mozifilm a Pannónia Filmstúdió gyártásában készült.

## Rövid tartalom
Az erőszak, az agresszió torzító hatását próbálja a film tetten érni.

## Alkotók
- Írta, tervezte és rendezte: Szoboszlay Péter
- Dramaturg: Osvát András
- Zeneszerző: Tomsits Rudolf
- Operatőr: Nagy Csaba, Henrik Irén
- Hangmérnök: Zsebényi Béla
- Hangrendező: Vajda István
- Vágó: Hap Magda
- Vágóasszisztens: Kállai Éva
- Mozdulattervező: Szalay Edit
- Rajzolták: Botlik Anna, Kecskés Magda
- Munkatársak: Csillag Márta, Patricio Guzmán, Halász Péter, Köllő Miklós, Lakos Éva, Orosz István, Szakály Mátyás
- Színes technika: Kun Irén
- Gyártásvezető: Marsovszky Emőke
- Produkciós vezető: Imre István

Készítette a Pannónia Filmstúdió.

## Díjai
- 1977 Chicago, Bronz Hugo
- 1977 Thesszaloniki, Kategóriadíj és zsűri dicsérete
- 1977 Oberhausen, dicséret (a magyar összeállításban, többedmagával[1]